# 李廷植
李 廷植（イ・ジョンシク、朝鮮語: 이정식、1931年7月28日 - 2010年11月28日）は、大韓民国の政治学者、教授、政治家。第9・10代韓国国会議員。元西原大学校総長。
本貫は全州李氏。号は如軒（ヨホン、여헌）。

## 経歴
日本統治時代の全羅南道霊光郡出身。ソウル大学校文理科大学政治学科、同校大学院政治学科、ミネソタ大学大学院、東国大学校大学院修了、政治学博士。ソウル大学校文理科大学政治学科・行政大学院講師、東国大学校法科大学教授、西原大学校教授、西原大学校総長、東国大学校大学院政外科客員教授を歴任した。政界では維新政友会政策研究室次長のほか、維新政友会所属の第9・10代国会議員を務めた。2010年に持病により79歳で死去した。

## 親族
生命工学者で延世大学校生命工学科教授の李尚揆、実業家のイ・スンギュは息子。